# Lionel Beuvens
Lionel Beuvens (* 21. Dezember 1981 in Charleroi) ist ein belgischer Jazzmusiker (Schlagzeug, Komposition).

## Leben und Wirken
Beuvens stammt aus einer musikalischen Familie; die Pianistin Eve Beuvens ist seine Schwester. Seine formale Musikausbildung begann er in der klassischen Perkussionsklasse des Conservatoire Jean Lenain d’Auvelais in Sambreville. Die ersten Erfahrungen im Jazz sammelte er bei Antoine Cirri und Nathalie Loriers; dann besuchte er die Sommerkurse in Dworp, wo ihn Billy Hart unterrichtete. Nach seinem Studienabschluss am Koninklijk Conservatorium van Brussel 2004 nahm er weiteren Unterricht bei Garcia Morales und Pieter Bast. Außerdem studierte er am Lemmens Instituut in Leuven bei Dré Pallemaerts und Pierre Van Dormael sowie am Koninklijk Conservatorium Den Haag bei Eric Ineke und privat bei Bob Moses, Nasheet Waits und Steve Clover.
Beuvens gehörte zum Quartett von Fabrice Alleman, dem Trio von Frank Vaganée und dem Erik Bogaert Kvartett. Er gründete sein Sextett Grass Monkeys, dann sein internationales Quartett, mit dem er 2013 sein Debütalbum bei Igloo Records veröffentlichte. Zudem wirkte er bei Dacosse, Steven Delannoye, Christian Mendoza, den Nicolas Kummert Voices, Bernard Guyot, Peter Hertmans, aRtet und in Gruppen seiner Schwester. Weiterhin spielte er mit Jeroen Van Herzeele, Nic Thys, Laurent Blondiau, Bart De Nolf, Hans Van Hoost und Paolo Radoni. Ferner ist er auf Alben von Anne Wolf, Mazzle, Ruby, Vogue Trio, Chroma, Alien Bitesize, Après un rêve, Soo Cho und Sabin Todorov zu hören.
Seit 2008 unterrichtet Beuvens außerdem am Koninklijk Conservatorium van Brussel.

## Diskographische Hinweise
- Sabin Todorov, Steve Houben, Sal La Rocca, Lionel Beuvens & The Bulgarka Junior Quartet: Inside Story 2 (2010)
- Trinité (Igloo 2013, mit Kalevi Louhivuori, Alexi Tuomarila, Brice Soniano)
- Lionel Beuvens & Motu: Earthsong (Igloo 2017, mit Kalevi Louhivuori, Alexi Tuomarila, Brice Soniano sowie Natashia Kelly, Guilhem Verger)[3]
- 49 Steps to Heaven (Hypnote Records 2022, mit Kalevi Louhivuori, Alexi Tuomarila, Brice Soniano sowie Frank Vaganée, Ewout Pierreux)[4]